# Cícero Dias
Cícero Dias (Escada, cerca de Recife, 5 de marzo de 1907 - París, 28 de enero de 2003) fue un pintor modernista brasileño.

## Biografía
Séptimo de once hermanos, hijo de Pedro Dias dos Santos y Maria Gentil de Barros Dias, Cícero se crio en un molino de azúcar en la Zona de la Mata (Región Nordeste). Siempre le fascinaron los colores de su entorno, en especial los verdes del mar y de los campos de caña de azúcar. A los quince años marchó a Río de Janeiro. Allí entró a estudiar en la Escuela de Bellas Artes, muy influenciado por los pintores modernistas.

### Eu vi o mundo, ... ele começava no Recife
En 1927 realizó su primera gran exposición individual en Río y abandonó la Escuela de Bellas Artes, para dedicarse exclusivamente a la pintura. Con 19 años, su trabajo impresionó a muchos pintores modernistas y otros intelectuales como Graça Aranha o Murilo Mendes. En 1931 presentó su primera gran obra, Eu vi o mundo, ... ele começava no Recife (Yo vi el mundo, ... comenzaba en Recife), un cuadro de 15 por 2 metros que fue considerado el Guernica de Brasil y que presentó en el Salón Nacional de Arte de Río. La obra recorría la genealogía de Brasil tal como Cícero Dias la sentía. Tuvo un gran recibimiento del público, aunque las autoridades terminaron por censurar sus obras por inmorales. Tardó en regresar a Brasil por periodos prolongados de tiempo. En 1937, decoró el escenario del ballet de Serge Lifar y Heitor Villa-Lobos, participó en una exposición colectiva del modernismo brasileño en Nueva York y viajó a París, donde se exilió definitivamente por consejo de su amigo, Di Cavalcanti.

### En el exilio parisino
En París trabó amistad con Pablo Picasso (años más tarde, en 1954, conseguiría convencerlo y llevó El Guernica para ser expuesto en Brasil), el poeta Paul Eluard y entró en contacto con los surrealistas. Durante la ocupación de Francia, fue preso de la Alemania nazi tras romper relaciones diplomáticas Brasil con las fuerzas del Eje y ser considerado erróneamente un espía. Tras poder abandonar Francia en plena guerra, se estableció en Lisboa, donde en 1943 participó (y fue premiado), en el Salón de Arte Moderno. Con la liberación de Europa en 1945 y el fin de la guerra regresó a París, donde comenzó a trabajar con la pintura abstracta. Ese mismo año expuso en Londres, en la recién creada sede de la Unesco y en Ámsterdam. Regresó a Brasil en 1948, interesado entonces en el muralismo, pero no tardó en regresar a Europa. En 1949, asistió a la Exposición de Arte Mural en Aviñón, (Francia) y en 1950 participó por vez primera en la Bienal de Venecia. En 1965, la Bienal organizó una gran exposición retrospectiva de los cuarenta años de la obra pictórica de Cícero Dias.

### Últimos años
Ya en la década de 1970 se sucedieron las exposiciones individuales en Brasil: Recife (donde en 2000 diseñó una plaza), Río de Janeiro y São Paulo). En 1981, el Museo de Arte Moderno de Río de Janeiro realizó una destacada retrospectiva de su obra. Un año antes de fallecer tuvo lugar su última gran exposición en la Galería Portal de São Paulo. Está enterrado en el cementerio de Montparnasse.